# Gruppo di NGC 271
Il gruppo di NGC 271 comprende almeno sette galassie situate nella costellazione della Balena. La distanza media del centro di massa di questo gruppo e la nostra Via Lattea è di 175 mega anni luce (53,6 Mpc)

## Membri
Le sette galassie che compongono il gruppo, elencate nell'ordine indicato nell'articolo di A.M. Garcia del 1993, sono le seguenti:
| Nome    | Classificazione   | Tipo                   | α (J2000.0)   | δ (J2000.0)  | Velocità radiale (km/s) | Magnitudine apparente | Distanza (Mpc) | Dimensioni (kal) |
| ------- | ----------------- | ---------------------- | ------------- | ------------ | ----------------------- | --------------------- | -------------- | ---------------- |
| NGC 245 | SA(rs)b pec?      | Spirale                | 00h 46m 05.4s | -01° 43′ 24″ | 4078 ± 10               | 12,3                  | 55,2 ± 3,9     | 39               |
| NGC 259 | Sbc?              | Spirale                | 00h 48m 03.3s | -02° 46′ 31″ | 4045 ± 6                | 12,8                  | 54,8 ± 3,9     | 132              |
| NGC 271 | (R')SB(rs)ab      | Spirale barrata        | 00h 50m 41.8s | -01° 54′ 37″ | 4129 ± 10               | 12,0                  | 55,4 ± 4,1     | 159              |
| NGC 279 | (R')SAB(r)0+ pec? | Spirale intermedia     | 00h 52m 08.9s | -02° 13′ 06″ | 3878 ± 10               | 12,7                  | 52,3 ± 3,7     | 86               |
| NGC 307 | S0^0?             | Lenticolare            | 00h 56m 32.6s | -01° 46′ 19″ | 4010 ± 22               | 12,8                  | 52,7 ± 3,7     | 103              |
| MK 557  | Im?               | Irregolare magellanica | 00h 48m 53.2s | -02° 22′ 55″ | 3918 ± 21               | 15,06                 | 52,9 ± 3,7     | 16               |
| UGC 505 | SB(rs)bc?         | Spirale barrata        | 00h 49m 25.9s | -01° 46′ 17″ | 3856 ± 8                | 14,63                 | 52,1 ± 3,7     | 79               |

Il sito DeepskyLog permette di trovare agevolmente le costellazioni in cui si trovano le galassie; in alternativa si possono utilizzare le coordinate delle galassie per individuarle. Se non altrimenti indicato, le coordinate sono quelle fornite dal sito NASA/IPAC (National Aeronautics and Space Administration / Infrared Processing and Analysis Center).